# Avro Canada VZ-9 Avrocar
Avro Canada VZ-9 Avrocar — експериментальний літальний апарат вертикального зльоту та посадки розроблений канадською компанією Avro Aircraft Ltd. за засекреченим замовленням ВПС США, з метою вивчення аеродинаміки та можливостей дископодібних апаратів.

Розробкою та створенням апарата займався англійський конструктор Джон Фрост. Розробка літального апарата розпочалася 1952 року в Канаді. 12 листопада 1959 року здійснив перший політ. У 1961 році проект був закритий, як офіційно заявлено у зв'язку з неможливістю «тарілки» відірватися від землі понад 1,5 метри. Усього було збудовано два апарати «Аврокар».

## Технічні характеристики
- Екіпаж: 2 ос.: пілот + пасажир
- Высота: 1,07 м
- Площа крила: 23,6 м2
- Пуста вага: 1361 кг
- Максимальна злітна маса: 2563 кг

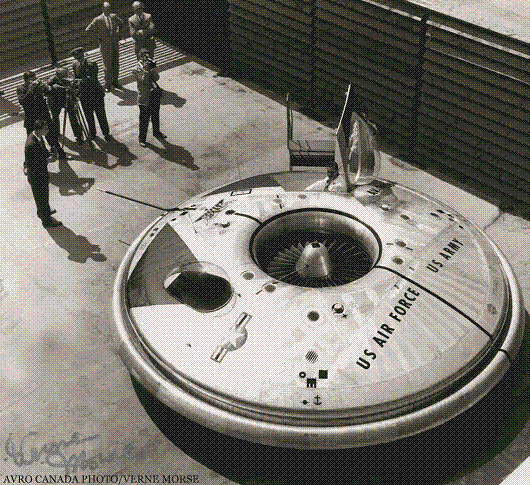
Avrocar 1959—1961

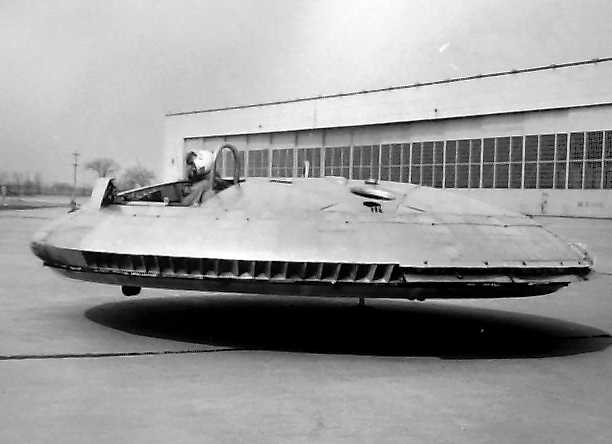
Апарат не міг піднятися вище 1,5 метра над землею

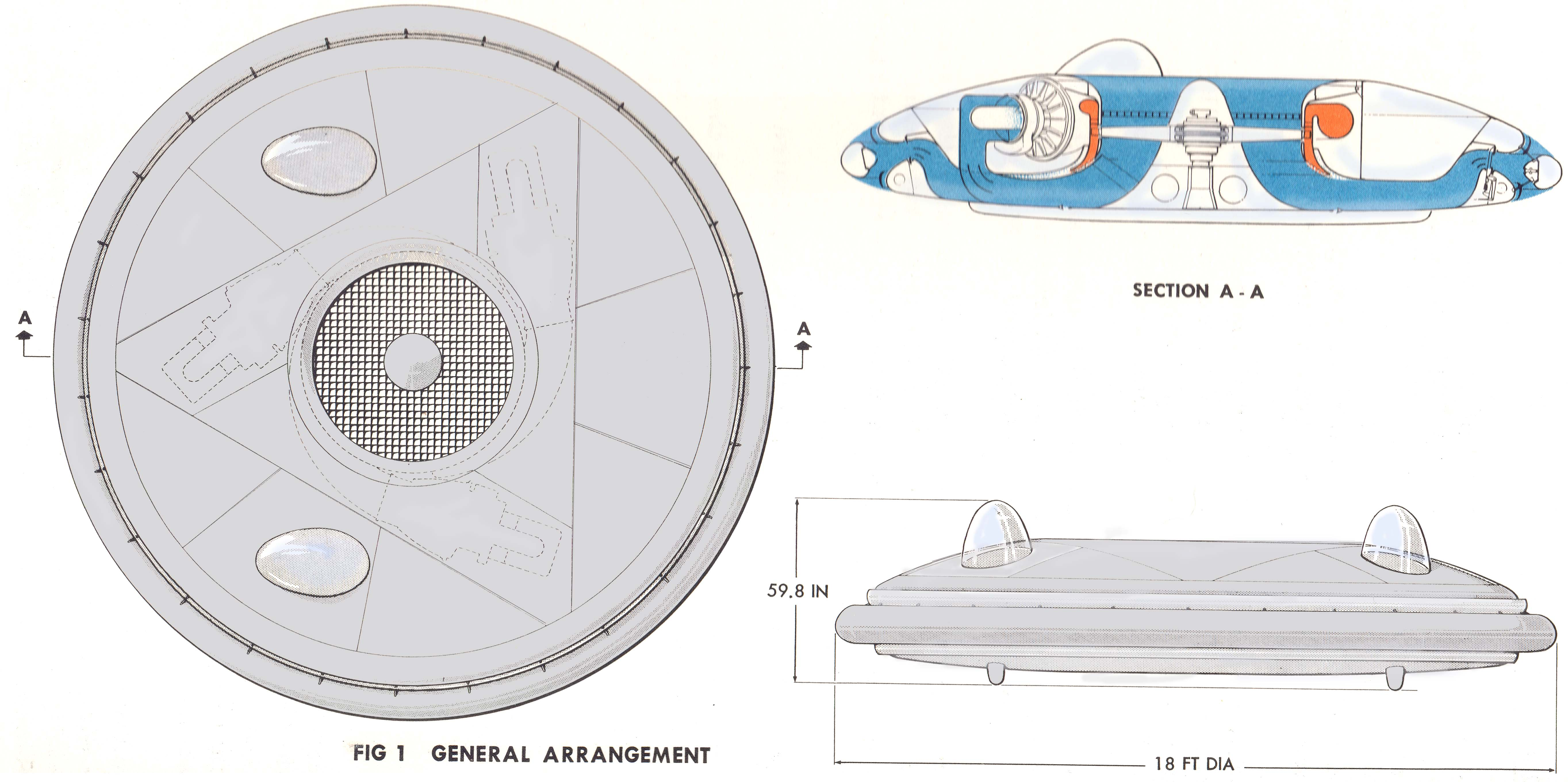
Схема

- Силова установка: 3 × ТРД Continental J69-T9, з тягою по 420 кгс або еквівалентною потужністю по 1000 к.с.

Продуктивність
- Максимальна швидкість: 480 км/ч (орієнтовно), 56 км/ч (фактичнь)
- Діапазон: 1601 км (по оцінкам), 127 км (фактично)
- Практична стеля: 3048 м (орієнтовно), 0,91 м (фактично)